# Annemarie Balden-Wolff
Annemarie Balden-Wolff, geb. Romahn (* 27. Juli 1911 in Rüstringen, jetzt Wilhelmshaven; † 27. August 1970 in Dresden) war eine deutsche Malerin, Graphikerin und Kunsthandwerkerin. Sie arbeitete in den Bereichen Malerei, Zeichnungen, Collagen und Applikationen.

## Leben

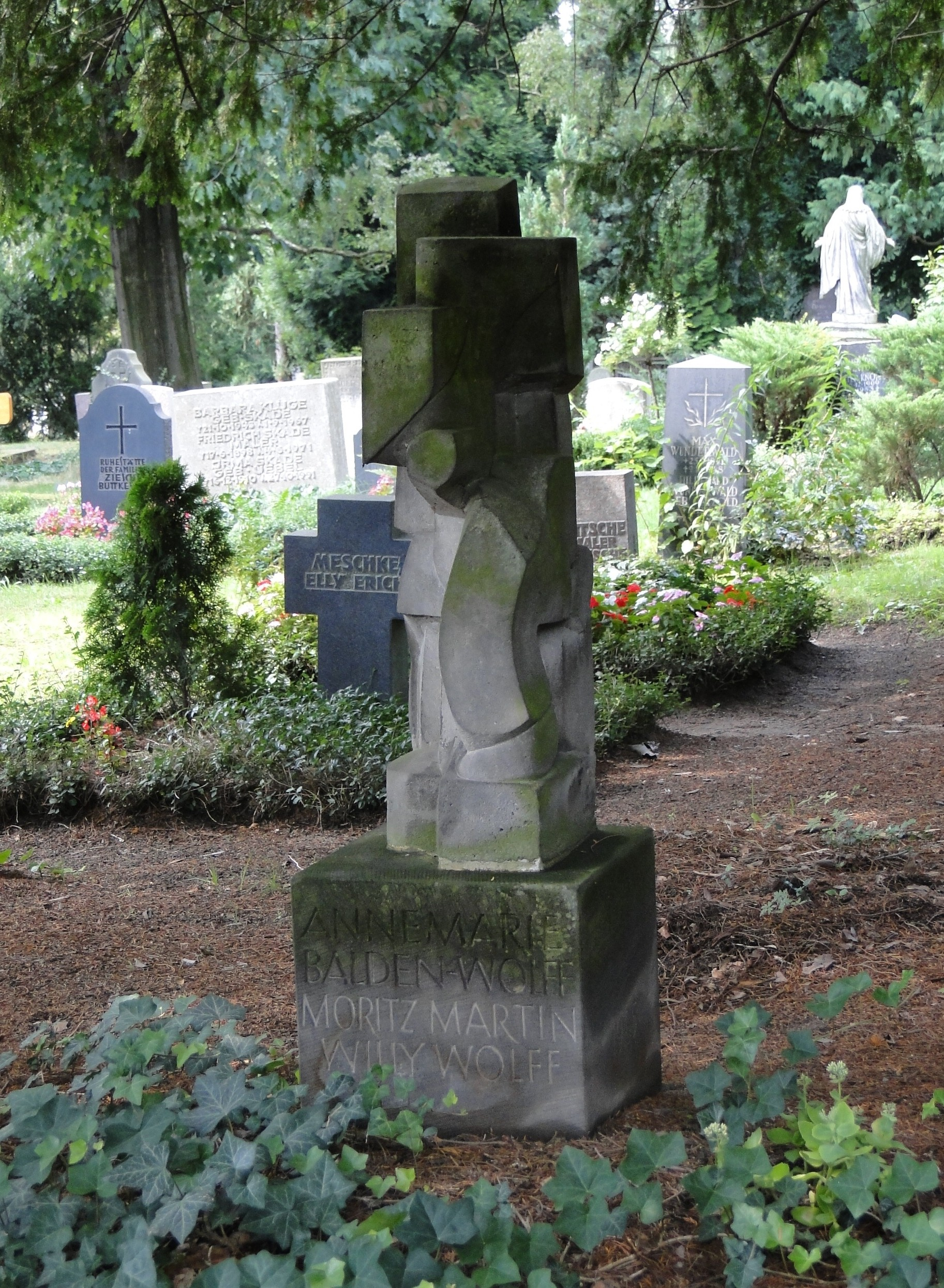
Grab von Annemarie Balden-Wolff und Willy Wolff auf dem Loschwitzer Friedhof

Annemarie Romahn wuchs als Tochter des Obersteuermanns Arthur August Romahn und seiner Frau Margarethe Marie Auguste Romahn geb. Fehlhaber in Berlin auf. Sie besuchte die II. Mittelschule in Berlin-Steglitz und anschließend zwei Jahre die Fachschule für Textil und Bekleidungsindustrie am Warschauer Platz, um Modezeichnen zu lernen. Ohne feste Anstellung verfasste sie gelegentlich kleine Modeberichte für "Berlin am Morgen" und besuchte die Marxistische Arbeiterschule, um Steno und Schreibmaschine zu lernen. Als dort eine Agitationsgruppe gegründet wurde, trat sie ihr bei und gehörte ihr bis zur Auflösung 1933 an. Im Jahr 1932 trat sie, im Zuge des „Aufgebotes der 100.000“, in die KPD ein. Ein Jahr später, als ihr damaliger Berliner Freund Pinsmowa (nicht belegt), ein jüdischer Sportreporter, von der Gestapo gesucht wurde, verließ sie Deutschland und emigrierte mit ihm in die Tschechoslowakei nach Prag. Dort wurde sie von einer Hilfsorganisation der KPD unterstützt. Seit 1937 war sie im Oskar Kokoschka Bund (OKB) in die Organisationsstruktur eingebunden und arbeitete dort als Kassiererin. Ihr späterer Mann Theo Balden war einer der Vorsitzenden. 
Künstlerisch arbeitete sie in Prag für die Textilindustrie und zeichnete für Zeitungen. Im Jahr 1938 half sie antifaschistischen Engländern (British Committee for Refugees from Czechoslowakia, später des Czech Refugee Trust Fund), Visa für die Mitglieder des OKB zu bekommen und ihnen die Weiteremigration zu ermöglichen. Als die Wehrmacht am 15. März 1939 in Prag einmarschierte, konnte  sie mithilfe der Kommunistischen Partei nach Polen entkommen, von wo aus sie durch Schweden nach England floh. Am 5. Juni 1939 heiratete sie den Bildhauer Theo Balden in Hampstead, England. Nachdem ihr Mann 1940 aus der zehn Monate dauernden Internierung als „Enemy Alien“ in Kanada zurückgekehrt war, zogen sie nach Derby und gründeten einen internationalen Club. Im Jahr 1947 kehrte sie nach Berlin zurück und stellte Wandteppichapplikationen in der Galerie Franz aus. Im Jahr 1951 lernte sie den Dresdner Maler und Graphiker Willy Wolff kennen und zog 1952, im Jahr ihrer Scheidung, nach Dresden. Nachdem 1953 der gemeinsame Sohn Pan geboren worden war, heiratete sie 1956 Willy Wolff.
Ihr Grab und das ihres zweiten Mannes befindet sich auf dem Loschwitzer Friedhof.

## Darstellung in der bildenden Kunst der DDR
Rudolf Nehmer: Doppelbildnis Willy Wolff und Annemarie Balden-Wolf (Tafelbild, Öl, 1952)

## Werke (Auswahl)
- NUMMER:P/BON-0183 (um 1965, Collage, 39,2 × 22,8 cm; Archiv der Berlin-Brandenburgischen Akademie der Wissenschaften)

## Ausstellungen
- Kunstausstellung Kühl seit 1924, Dresden
- 1964: Dresden, Leonhardi-Museum ("Aus dem Schaffen unserer Frauen")
- 1967 Dresden: Galerie Kunst der Zeit

### Postum
- 1978: Leipzig, Galerie am Sachsenplatz („Collagen, Montagen, Frottagen von Künstlern der DDR“)

- 1982: Dresden, Kunstausstellung Kühl (Malerei, Zeichnung, Collage, Applikation)

- 2014: Cottbus, Kunstmuseum Dieselkraftwerk
- 2021: Cottbus, Brandenburgisches Landesmuseum für moderne Kunst, Dieselkraftwerk Cottbus („Stich für Stich. Faden für Faden“; mit zehn weiteren Künstlerinnen)

## Werke (Auswahl)
- Archiv der Berlin-Brandenburgischen Akademie der Wissenschaften: NUMMER:P/BON-0183, Zeit: um 1965, Technik: Collage (39,2 × 22,8 cm)

## Vertreten von
- Artists Rights Society (für Amerika)
- VG Bild-Kunst